# نوم‌نامه
نوم نامه معروف به نوم نامه الهی به کتابی متعلق به حروفیان اشاره دارد، که توسط فضل‌الله نعیمی استرآبادی در قرن هشتم هجری نوشته شده و در آن بخش‌هایی از قرآن به صورت تفسیر به زبان طبری آورده شده‌است.
این کتاب مجموعه رویاهایی است که فضل در خواب دیده و آنها را در قالب داستان به نگارش درآورده است.
نمونه متن:
- واتِی که هَنِه‌ کو تِنِ زمین سِرخ بو(طبری امروزی:باته که ونِه که تِنِ زمین سِرخ بوئه)